# خوسيه ماريا يازبك
خوسيه ماريا يازبك (بالإسبانية: José María Yazpik)‏ هو ممثل مكسيكي، ولد في 13 نوفمبر 1970 بمدينة مكسيكو في المكسيك.

## أعمال

### أفلام
- (2008) بيفرلي هيلز تشيواوا[3][4]
- (2013) أنا متحمس جدا[5][6]

## وصلات خارجية
- خوسيه ماريا يازبك على موقع IMDb (الإنجليزية)
- خوسيه ماريا يازبك على موقع قاعدة بيانات الفيلم (الإنجليزية)